# Politica rasială a Germaniei naziste

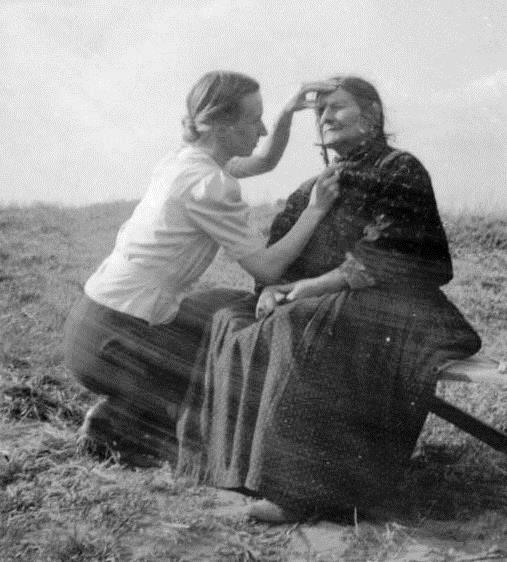
Antropologul Eva Justin măsurând craniul unei femei de etnie romă.

Politica rasială a Germaniei Naziste a fost un set de politici și legi implementate în Germania Nazistă (1933-45) și fundamentate pe o doctrină rasistă care susținea superioritatea rasei ariane. Doctrina era formată din programe eugenice prin care se urmărea igienizarea rasială și exterminarea celor considerați untermenschen (în română subumani).
Politicile naziste îi considerau pe locuitorii teritoriilor germane de altă etnie decât cea germană - precum evreii (popoarele semite de origini levantine în teoria rasială nazistă), romii (cunoscuți și sub denumirea de țigani, un popor „indo-arian” cu origini în Subcontinentul Indian), majoritatea slavilor (cu precădere polonezi, sârbi, ruși etc.) și majoritatea indivizilor de altă origine decât cea europeană - drept subumani în baza unei ierarhii rasiale care clasifica Herrenvolk-ul (în română rasa superioară) în vârful acesteia.

## Fundamentele politicilor naziste și construirea rasei superioare ariane
Rasa Superioară Ariană formulată de către naziști este fundamentată pe o scală de gradare a purității rasiale, i.e. de la arian la nonarian (subuman). În vârful ierarhiei erau popoarele ariane pure (germanii și popoarele germanice, inclusiv neerlandezi, scandinavii și englezii). Latinii erau considerați oarecum inferiori, însă tolerați. Italienii și francezii, din punctul de vedere al teoriei naziste, erau considerați ca având într-o oarecare măsură sânge germanic.

Ideea că germanii erau așa-numita Herrenvolk a fost răspândită în societatea germană și printre oficialii naziști prin intermediul propagandei. Erich Kock, reichskomisarul Ucrainei, afirma că:
Suntem o rasă superioară care trebuie să rețină că cel mai slab muncitor german este din punct de vedere rasial și biologic de o mie de ori mai valoros decât populațiile acestei zone [Ucraina].

- Erich Koch, 5 martie 1943
Naziștii caracterizau popoarele slave drept Untermenschen (în română subumane) care ar trebui să fie subjugate și exterminate de către germani. Popoarele slave - precum ucrainenii, cehii, slovacii, bulgarii și croații - care au colaborat cu Germania Nazistă erau în continuare considerați rasial insuficient de „puri” încât să poată atinge statutul popoarelor germanice, însă au ajuns să fie considerați mai buni din punct de vedere etnic decât ceilalți slavi, în mare parte datorită teoriilor pseudoștiințifice în baza cărora s-a stabilit că aceste națiuni au sânge german. În țările lor baștină existau, conform naziștilor, mici grupuri de indivizi de origine germană. Aceștia au fost testați cu scopul de a stabili dacă sunt sau nu „valoroși rasial”; dacă erau, atunci treceau printr-un proces de regermanizare și erau luați din familiile. Acest plan secret intitulat Generalplan Ost avea ca scop expulzarea, subjugarea și exterminarea majorității popoarelor slave. Politica nazistă a suferit însă modificări pe parcursul celui de-Al Doilea Război Mondial pe premise pragmatice: numărul insuficient al soldaților germani pe frontul de est i-a forțat pe aceștia să le permită unor - cu anumite excepții - să servească statul german. Conform propagandei naziste, popoarele est-europene cu trăsături faciale asiatice sunt rezultatul amestecului dintre slavi și rasele asiatice; aceștia erau descriși drept subumani aflați sub conducerea evreilor care își impuneau voința cu ajutorul bolșevismului. La baza scalei de gradare erau evreii, etnicii polonezi, etnicii sârbi și alte popoare slave, romii și persoanele de culoare⁠(d). Naziștii aveau în plan să elibereze statul german de populațiile de evrei și romi prin procese de deportare (și mai târziu de exterminare), iar persoanele de culoare să fie segregate și treptat eliminate prin sterilizare obligatorie⁠(d).
Teoreticienii völkisch considerau că strămoșii teutoni ai Germaniei s-au răspândit din Germania în întreaga Europă. Privitor la triburile germanice care s-au extins pe continent, aceștia au stabilit că burgunzii, francii și vizigoții s-au unit cu galii⁠(d) și au format Franța; lombarzii au călătorit spre sud și s-au unit cu italienii; iuții au fondat Danemarca; anglii și saxonii au format Anglia; flamanzii Belgia și alte triburi Țările de Jos.
Convingerile rasiale naziste cu privire la superioritatea rasei ariane își au originea în lucrările unor susținători ai ideii de rasă superioară. De exemplu, în lucrările romancierului și diplomatului francez Arthur de Gobineau, care a publicat o lucrare în patru volume intitulată Un Eseu despre Inegalitatea Raselor Umane⁠(d) (tradus în germană în 1897). Gobineau a propus ideea că rasa ariană este superioară și a militat pentru conservarea purității rasiale și culturale. Treptat, acesta a ajuns să considere doar „rasa germană” drept ariană (în franceză la race germanique). Din această perspectivă, arienii - adică germanii - erau considerați superiori din toate punctele de vedere. Lucrarea Fundamentele Secolului XIX⁠(d) (1900), redactată de Houston Stewart Chamberlain, prima care combină darwinismul social cu antisemitismul, descrie istoria drept o luptă pentru conservare între popoarele germanice și evrei, aceștia din urmă fiind considerați un grup inferior și periculos. Eugen Fischer, Rwin Baur și Fritz Lenz au ajuns în baza unor studii pseudoștiințifice la concluzia că germanii sunt superiori evreilor din punct de vedere intelectual și fizic, și recomandau eugenismul ca soluție. Lucrearea lui Madison Grand⁠(d), The Passing of the Great Race (1916) susținea nordicismul, și propunea un program bazat pe eugenism prin care se urmărea conservarea rasei nordice. După ce i-a lecturat lucrarea, Hitler a numit-o „Biblia mea”.
Supremacistul Hans F. K. Günther a redactat în lucrarea Rassenkunde des deutschen Volkes⁠(d) (în română Știința rasială a Poporului German) despre pericolul amestecului „sângelui slav al rasei estice” cu cel german și a combinat naționalismul virulent cu antisemitismul. Günther a reprezentat pseudoștiința coruptă și politizată în Germania postbelică. Printre subiectele cercetării sale regăsim încercări de a demonstra că evreii au un „miros neplăcut” ereditar. Deși era unul dintre cei mai importanți scriitori naziști, Günther nu era considerat „cel mai avansat” de către aceștia.
În baza legii pentru Prevenirea Copiilor cu Boli Ereditare⁠(d)(iulie 1933), redactată de Ernst Rüdin și alți susținători ai „igienei rasiale”, se înființau curți de judecată care impuneau sterilizarea obligatorie a „oricărei persoane care suferă de o boală ereditară”. Aici erau incluși toți suferinzii de debilitate, schizofrenie, tulburare bipolară, epilepsie, boala Huntington, orbire, surzenie, „orice anomalii severe ereditare”, precum și „orice persoană care suferă de alcoolism în stare severă”. Mai târziu, legea a fost modificată să includă și sterilizarea forțată a „bastarzilor Rhineland⁠(d)” (copiii cuplurilor afro-germane).
Partidul Nazist și-a dorit să crească numărul nașterilor în cuplurile din așa-numita elită rasială. Când partidul a obținut puterea în 1933, una dintre primele sale acțiuni a fost să adopte o lege care încuraja căsătoria. Acesta preciza că toate cuplurile de rasă ariană recent căsătorite pot primi un împrumut de la guvern. Cu fiecare copil născut, suma datorată statului german scădea. Prin această lege, partidul a încercat să stimuleze creșterea rasei ariane.